# Eric Jan Overvest
Eric Jan Overvest ist ein niederländischer Funktionär der Vereinten Nationen, der seit 2022 Residierender Koordinator der Vereinten Nationen in São Tomé und Príncipe ist.

## Leben
Eric Jan Overvest begann nach dem Schulbesuch ein Studium in den Fächern Wirtschaftswissenschaften und Französische Linguistik an der Vrije Universiteit Amsterdam, die er beide mit einem Master beendete. Seine berufliche Laufbahn begann er als Administrator von DHV, einem niederländischen Beratungsunternehmen. Danach trat er in den Dienst der Vereinten Nation und begann seine dortige Laufbahn als Programmbeauftragter für die Organisation der Vereinten Nationen für industrielle Entwicklung UNIDO (United Nations Industrial Development Organization) und das Entwicklungsprogramm der Vereinten Nationen UNDP (United Nations Development Programme) in Nicaragua. Er war später Koordinierungsspezialist im Büro des Ständigen Koordinators im Sudan sowie Stellvertreter des Sonderberaters des UN-Generalsekretärs in Libyen. Im UNDP fungierte er als Referent für Spendenbeziehung sowie als Koordinator der subregionalen Ressourcenfazilität für Lateinamerika und die Karibik in Panama. Im Anschluss war er stellvertretender Residierender Vertreter des UNDP in Mali sowie stellvertretender Residierender Vertreter des UNDP in Somalia.
Overvest, der fließend Englisch, Französisch, Spanisch, Deutsch und Italienisch spricht und über Grundkenntnisse in Portugiesisch verfügt, war daraufhin Landesdirektor des Entwicklungsprogramms der Vereinten Nationen in Libyen und Haiti. Danach folgte eine Verwendung als Senior Recovery Adviser beim Entwicklungsprogramm der Vereinten Nationen (UNDP) im Irak, wo er die Finanzierungsfazilität für die Stabilisierung errichtete und verwaltete sowie gleichzeitig Ressourcen für den sofortigen Wiederaufbau mobilisierte. Er war Interimskoordinator der UN in Algerien sowie im Anschluss UN-Interimskoordinator in Dschibuti. Während dieser Einsätze leitete er die Arbeit der Länderteams der Vereinten Nationen zur Unterstützung nationaler Reaktionen auf die COVID-19-Pandemie sowie zur Beschleunigung der Verfolgung der Ziele für nachhaltige Entwicklung.
Am 16. März 2022 ernannte der Generalsekretär der Vereinten Nationen, António Guterres, Eric Jan Overvest, der über mehr als 25 Jahre Erfahrung in den Bereichen internationale Entwicklung, humanitäre Angelegenheiten, Friedenskonsolidierung, strategische Koordination und Ressourcenmobilisierung verfügt, zum Residierenden Koordinator der Vereinten Nationen in São Tomé und Príncipe. Er trat sein Amt am 17. März 2022 an.